# KSP Broen-Karo Dzierżoniów
Broen-Karo Dzierżoniów – klub sportowy pétanque z Dzierżoniowa. Do 2005 roku występował pod nazwą KSP Karo Dzierżoniów. Po nawiązaniu strategicznej współpracy ze sponsorem, duńską firmą Broen, zmieniono nazwę na KSP Broen-Karo Dzierżoniów.

## Historia
KSP „Karo” Dzierżoniów powstał w styczniu 2003 roku. Był to drugi (po KSP Jedlina-Zdrój) klub w Sudetach, „polskim zagłębiu petanque”. Już w pierwszym roku funkcjonowania w strukturach Polska Federacja Pétanque klub zaznaczył swoją obecność na arenie rozgrywek pétanque - Puchar Polski Tripletów zdobyty przez młodzieżową drużynę w składzie: Łukasz Krawczyk, Piotr Błasiak, Wojciech Cilindź, wicemistrzostwo Polski drużyny w składzie: Jerzy Krawczyk, Sławomir Wróbel, Piotr Starzycki, oraz trzecie miejsce ekipy: Mariola Wróbel, Jarosław Dąbrowski, Marek Ostrowski na Mistrzostwach Polski Seniorów. Na odnotowanie zasługuje również uczestnictwo dwóch dzierżoniowskich graczy: Mateusza Krawczyka i Arkadiusza Wróbla w Mistrzostwach świata juniorów w Brnie oraz udział dzierżoniowskiej drużyny w składzie: Piotr Starzycki, Jerzy Krawczyk, Sławomir Wróbel oraz Piotr Błasiak w Mistrzostwach Świata Seniorów w pétanque w Genewie. 
Sukcesy pierwszego roku działalności klubu przyczyniły się pośrednio do założenia klubów SKF „Sudety Petanque” Boguszów-Gorce i Jeleniogórski Klub Petanque.

## Sukcesy
Lista sukcesów klubu oraz drużyn i zawodników występujących w barwach klubu jest długa.
Zwycięstwo w Klubowych Mistrzostwach Polski
- 2009
- 2007
- 2005 (ex aequo z klubem Żywiecki Klub Boules)

Zwycięstwo w Mistrzostwach Polski Kobiet
- 2009 Joanna Kastelik (z zawodniczkami klubu Żywiecki Klub Boules)
- 2008 Joanna Kastelik (z zawodniczkami klubu Żywiecki Klub Boules) ex aequo z drużyna zawodniczek klubów wrocławskich

Zwycięstwa w mistrzostwach Polski juniorów
- 2006 drużyna w składzie Joanna Kastelik, Łukasz Kastelik, Paweł Pulak
- 2005 drużyna w składzie Mateusz Krawczyk, Arkadiusz Wróbel, Grzegorz Ostrowski
- 2004 drużyna w składzie Mateusz Krawczyk, Arkadiusz Wróbel, Grzegorz Ostrowski